# Peter Adeberg
Peter Adeberg (Merseburg, 23 mei 1968) is een Duits oud-langebaanschaatser. Hij is een broer van schaatsster Ulrike Adeberg. Hij werd geboren en opgeleid in de DDR en voor dat land debuteerde hij in 1987 bij internationale wedstrijden bij de senioren. Op 6 december 1986 won hij de 1500 meter waarmee hij heden ten dage de jongste WB-winnaar is met 18 jaar 201 dagen. Adeberg nam viermaal deel aan de Olympische Winterspelen, in Calgary, Albertville, Hamar en in Nagano en was gespecialiseerd in de 1500 meter; hij won negen keer een wereldbekerwedstrijd op die afstand en eenmaal op de 1000 meter. Adeberg beëindigde zijn loopbaan in 1998. 

## Persoonlijke records
- 500 m – 36,92 (1998)
- 1000 m – 1.11,90 (1998)
- 1500 m – 1.48,81 (1998)
- 5000 – 6.51,35 (1998)
- 10.000 – 14.47,67 (1998)